# Sören Olsson
Leif Sören Gustav Olsson, född 16 mars 1964 i Karlskoga församling, Örebro län, är en svensk barnboksförfattare, illustratör och föreläsare.
Sören Olsson växte upp i Karlskoga och är son till förmannen Helge Olsson och läkemedelsberedaren May-Britt, ogift Jakobsson. Han startade 1986 företaget Änglatroll tillsammans med kusinen Anders Jacobsson. Olsson är författare till ett stort antal populära böcker/filmer för barn och ungdomar oftast i samarbete med Jacobsson, bland andra Sune, som han även illustrerat, och Bert, TV-serien Sunes jul och radioserien Almanackan. men också Tuva-Lisa, Emanuel och Storasyster & Lillebror. Sören Olsson har skrivit boken "Önskeringen" som utspelas i Vivalla i Örebro. Olsson har även skrivit manus till filmerna om Sune tillsammans med Hannes Holm. 
Sören har även tillsammans med Martin Svensson och Leif Eriksson skrivit de populära böckerna om "Luna och Superkraften" och spinn-off serien "Dunder och fotbollen". Böckerna är utgivna på Bookmark förlag.  
Han har tillsammans med sin hustru gett ut Prins Annorlunda, en bok som handlar om hur det är att leva med ett barn som har Downs syndrom och dessutom den dödliga sjukdomen Eisenmengers syndrom.
Förebilden till Prins annorlunda var sonen Ludvig (februari 1991-4 mars 2015), som hade Downs syndrom, och som avled i mars 2015.
Sören Olsson är sedan 1990 gift med Yvonne Brynggård (född 1961) som är filosofie kandidat och dotter till missionärerna Rune Brynggård och Asta, ogift Cedergårdh.
Sören Olsson blev i januari 2015 ambassadör för Riksförbundet för utvecklingsstörda barn, ungdomar och vuxna.

## Priser och utmärkelser
- 1994 - Rosa Propellern - filmpris för "Sunes Sommar" i Tyskland
- 1994 - Festivalpris "Sunes Sommar" Salerno (delat 1:a pris; TV-festivalen Italiafiction)
- 1994 - Festivalpris - "Sunes Sommar" Essen (bästa film; Internationales Kinderfilmfest)
- 1995 - Festivalpris - (årets svenska barn/familjefilm /hyr video/ - SVF:s videomässa)
- 1995 - Guldbaggenominerad "Sunes Sommar" (bästa manliga biroll - Peter Haber)
- 1995 - Golden Chest International Television Festival - bästa manus för TV-serien "Berts Dagbok"
- 1996 - Festivalpris i Lûbeck för filmen "Bert - den siste oskulden" (bästa barn- och ungdomsfilm)
- 1997 - Guldbagge-nominering för filmen "Bert - Den siste oskulden" (regi)
- 1999 - Bokjuryn 14-19 år för Berts bokslut
- 2003 - Nerikes Allehandas kulturpris tillsammans med Anders Jacobsson
- 2013 - BIO-publikens pris för filmen "Sune i Grekland"
- 2013 - Hedersomnämnande för filmen "Sune i Grekland" (55th Nordic Film Days Lübeck, Tyskland)
- 2013 - Örebro Läns Landstings Kulturpris tillsammans med Anders Jacobsson
- 2014 - Nominerad till BIO-publiken pris för filmen "Sune på bilsemester"
- 2014 - Glada Hudik-Teaterns Hederspris
- 2015 - Nominerad till BIO-publikens pris för filmen "Sune i fjällen"
- 2017 - Örebros Kulturpris
- 2019 - Guldbaggenominerad för filmen "Sune v/s Sune" i tre kategorier (bästa kvinnliga biroll, bästa manliga biroll och bästa visuella effekter)
- 2020 - Guldbaggenominerad för filmen "Sune - Best Man" i fyra kategorier (bästa film, bästa regi, bästa manliga biroll samt bästa kvinnliga biroll)